# Muli (Meemu)
Pour les articles homonymes, voir Muli.
Muli est un village maldivien. Il est situé sur l'atoll Mulaku dont il est le principal village avec une population de 1 039 habitants.
Le village fut touché par un tsunami en 2004.